# 영산신학연구소
영산글로벌신학연구소는 1990년 순복음신학연구소라는 명칭으로 설립되었고, 2024년에 현재의 영산글로벌신학연구소로 개명되었다. 성경과 기독교 전통을 토대로 한 복음주의 성령운동의 흐름 안에서 오순절 신학을 정립하고, 오중복음과 삼중축복, 그리고 4차원영성에 기초한 영산의 목회와 사상을 체계화하고 있으며, 글로벌 신학과의 소통과 교류를 통해 복음주의 신학의 발전을 도모하고 있다. 소장 및 편집위원장은 한세대학교 신학과 최성훈 교수이다. 학술지로서 한국연구재단의 등재학술지인 영산신학저널을 발행하고 있으며 연간 4회 국문(3월, 6월, 12월)과 영문(9월)으로 발행된다. 간사는 송경희 전도사이다.

영산신학저널을 발행하는 한세대학교 신학과

## 역대 소장
- 이영훈
- 김판호
- 조귀삼
- 신문철
- 최문홍
- 최상준
- 최성훈

## 편집위원회 명단
- 편집위원회 위원장: 최성훈 (한세대학교 실천신학 교수)
- 편집위원:
- 김동수 (평택대학교 신약학 교수)
- 박정수 (성결대학교 신약학 교수)
- 백충현 (장신대학교 조직신학 교수)
- 조지훈 (한세대학교 설교학 교수)
- 조현진 (한국성서대 역사신학 교수)
- 차정식 (한일장신대학교 신약학 교수)
- 최윤갑 (고신대학교 구약학 교수)
- 한우리 (한세대학교 예배학 교수)
- 황병준 (호서대학교 실천신학 교수)
- Sebastian C.H. Kim (미국 풀러신학교 교수)
- Robert P. Menzies (중국 Synergy 소장)
- 편집 간사: 송경희 전도사

## 같이 보기
- 한세대학교